# Anyanyelvápolók Erdélyi Szövetsége
Az Anyanyelvápolók Erdélyi Szövetsége (rövidítve: AESZ) 1991 decemberében alakult erdélyi társadalmi szervezet, amelynek legfőbb célja a magyar nyelv ápolása kisebbségi körülmények között. Ezt a célt anyanyelvi versenyek, táborok, konferenciák szervezésével éri el.

## Célja
Az AESZ célja  a sokakat megmozgató anyanyelvi versenyek, anyanyelvi táborok szervezése, erdélyi tanulók magyarországi anyanyelvi táborokba való eljuttatása, ugyanakkor szakmai konferenciák szervezése a romániai magyar nyelvhasználat aktuális kérdéseiről, a nyelvi tervezés feladatairól. Szakmai programokat szervez a sajtóban, rádióban, televízióban működő hivatásos beszélőknek. Fontosnak tartja az anyanyelvi mozgalom egybeépülését az anyanyelvi oktatással, ebben legfőbb partnereinek tekinti a magyar szakos tanárokat és tanítókat, tanítónőket.

## Felépítése, tagsága
Az AESZ  területi szervezetekben fejti ki tevékenységét. A Szövetségbe való felvétel írásbeli belépési nyilatkozat kitöltése alapján történik, az elnökség jóváhagyásával. Az AESZ tagjai lehetnek jogi vagy természetes személyek, akik elismerik az alapszabályzatot, hozzájárulnak  a Szövetség célkitűzéseinek 
megvalósításához, és tagsági díjat fizetnek. A  tagok lehetnek: alapító tagok, tiszteletbeli tagok és rendes tagok.

### A Szövetség vezetői
- Elnökség
Péntek János elnök
Ördög-Gyárfás Lajos ügyvezető elnök
Erdély Judit alelnök
- Elnökségi tagok
Pásztor Gabriella
Zsigmond Emese
Kádár Edit
Turzai Melánia

## Tevékenysége
- Versenyek
Kőrösi Csoma Sándor Anyanyelvi Vetélkedő
Országos Aranka György Nyelv- és Beszédművelő Verseny
Kriza János országos ballada- és mesemondó verseny
- Tematikus vetélkedők
Általános és középiskolás diákoknak rendezett versenyek
Középiskolások Implom József Helyesírási Versenye
Általános Iskolások Simonyi Zsigmond Helyesírási Versenye
- Az AESZ által szervezett megmérettetések néhány rangos magyarországi verseny területi elődöntői
Középiskolások Implom József Helyesírási Versenye, Gyula
Általános Iskolások Simonyi Zsigmond Helyesírási Versenye, Budapest
Szép beszéd verseny, Győr
Édes Anyanyelvünk Verseny, Sátoraljaújhely

Ezenkívül: táborok, konferenciák, szakmai programok szervezése. 2007-ben megalapították a Szövetség Sütő András-díját.